# Svansjön (Malungs socken, Dalarna)
Svansjön är en sjö i Malung-Sälens kommun i Dalarna och ingår i Dalälvens huvudavrinningsområde. Sjön har en area på 0,207 kvadratkilometer och ligger 291,5 meter över havet. Sjön avvattnas av vattendraget Ogströmmen (Ogan).

## Delavrinningsområde
Svansjön ingår i det delavrinningsområde (674594-139910) som SMHI kallar för Ovan Drombäcken. Medelhöjden är 296 meter över havet och ytan är 0,58 kvadratkilometer. Räknas de 60 avrinningsområdena uppströms in blir den ackumulerade arean 722,94 kvadratkilometer. Ogströmmen (Ogan) som avvattnar avrinningsområdet har biflödesordning 4, vilket innebär att vattnet flödar genom totalt 4 vattendrag innan det når havet efter 383 kilometer. Avrinningsområdet består mestadels av skog (52 procent). Avrinningsområdet har 0,2 kvadratkilometer vattenytor vilket ger det en sjöprocent på 35,1 procent.